# موريس وود (متزلج سريع)
موريس وود (بالإنجليزية: Morris Wood)‏ هو متزلج سريع أمريكي، ولد في 28 يناير 1882 في لونغ برانش في الولايات المتحدة، وتوفي في 17 مايو 1967.